# Investigaciones Lingüísticas
Investigaciones Lingüísticas fue una revista académica dedicada al campo de la lingüística, la primera de su tipo en México. La revista fue fundada en 1933 por Mariano Silva y Aceves, con el objetivo de fungir como el órgano de difusión oficial del Instituto Mexicano de Investigaciones Lingüísticas (IMIL) de la Universidad Nacional Autónoma de México, en ese entonces también dirigido por Silva y Aceves.
Investigaciones Lingüísticas publicó artículos, notas y reseñas originales de lingüística y acogió por primera vez en un mismo espacio tanto trabajos de filología hispánica como estudios de las lenguas indígenas de México, en consonancia con las líneas de investigación del IMIL. Entre estas contribuciones, destacaron especialmente aquellas dedicadas al estudio de las particularidades del español hablado en México y a las diversas variedades de la lengua náhuatl habladas en el país.
Tras la publicación del primer volumen, la revista adquirió cierta fama y prestigio, si bien su director lamentó constantemente la dispar calidad de los estudios lingüísticos practicados en México. A la muerte de Silva y Aceves, acaecida en 1937, tanto Investigaciones Lingüísticas como el Instituto Mexicano de Investigaciones Lingüísticas entraron en un periodo de crisis interna y cesaron sus actividades poco tiempo después.: 71 